# ميريلا ديليتش
ميريلا ديليتش (من مواليد 13 نوفمبر 1981) هي لاعبة كرة طائرة متقاعدة. كانت تلعب في المنتخب الوطني الكرواتي للسيدات للكرة الطائرة .
شاركت في بطولة العالم للسيدات للكرة الطائرة 2010 في اليابان.  لعبت مع رابيتا باكو .

## الأندية
- OK دوبروفنيك (1997-2000)
- أوك فوكوفار (2000-2001)
- Azena Velika Gorica (2003-2004)
- ملاستوست زغرب (2004-2005)
- OK Maribor (2005-2006)
- أورالوشكا (2006-2007)
- السيرة الذاتية تينيريفي (2007-2008)
- بشيكتاش اسطنبول (2008-2009)
- آر سي كان (2009-2010)
- رابيتا باكو (2010-2011)

## روابط خارجية
- ميريلا ديليتش على موقع الاتحاد الأوروبي (الإنجليزية)
- ميريلا ديليتش على موقع عالم الكرة الطائرة (الإنجليزية)
- ميريلا ديليتش على موقع Ligue Nationale de Volley (الفرنسية)